# Oeniversytet (metrostation Kiev)
Oeniversytet (Oekraïens: Унівеситет ⓘ) is een station van de metro van Kiev. Het station maakt deel uit van de Svjatosjynsko-Brovarska-lijn en werd geopend op 6 november 1960 als onderdeel van het eerste metrotracé in de stad. Het metrostation bevindt zich in het westen van het stadscentrum, nabij de Sjevtsjenko-universiteit, waarnaar het genoemd is.
Het station is zeer diep gelegen en beschikt over een perronhal die door arcades van de sporen wordt gescheiden. De met rood marmer beklede wanden zijn versierd met witmarmeren bustes van Oekraïense wetenschappers, schrijvers en dichters. De verlichting van de centrale perronhal is verborgen in de rand van het gewelfde plafond. Aan het einde van de hal bevond zich oorspronkelijk een standbeeld van Vladimir Lenin, maar dit werd aan het begin van de jaren 1990 verwijderd.
Het bovengrondse toegangsgebouw bevindt zich aan de Boelvar Tarasa Sjevtsjenka (Taras Sjevtsjenkolaan), aan de rand van de botanische tuin van Kiev.